# Ogliolo

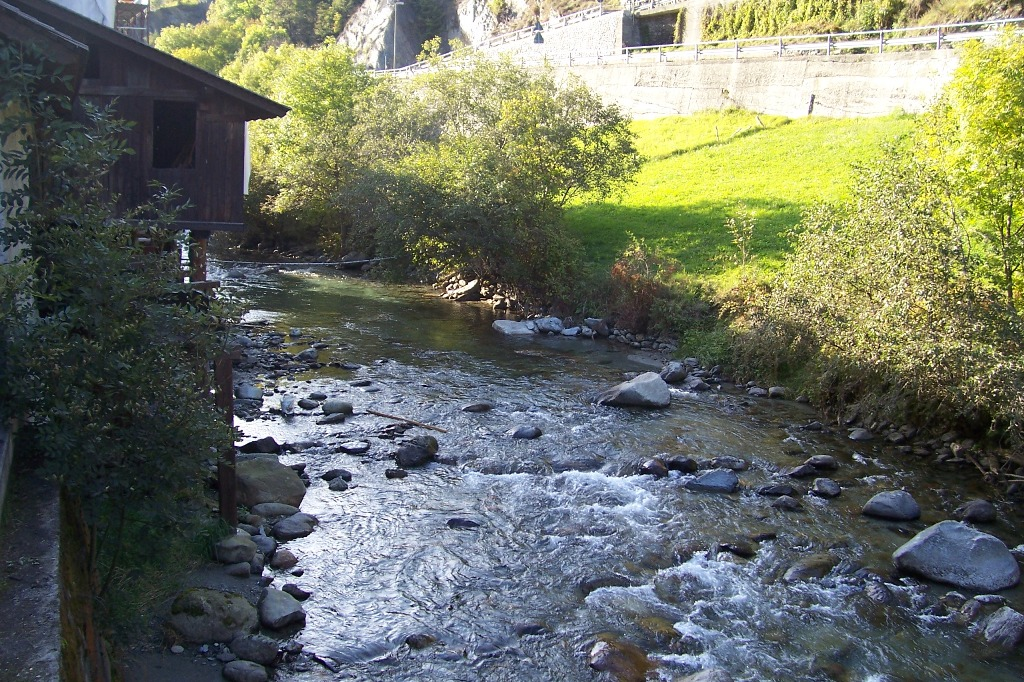
De Ogliolo

De Ogliolo is een 16 kilometer lange stortbeek in de Val Camonica in de Italiaanse provincie Brescia. Het stroompje ontspringt in het dal Valdicòrteno, en stroomt dan langs de Apricapas en mondt bij Edolo uit in de Oglio.